# Bryum usambaricum
Bryum usambaricum är en bladmossart som beskrevs av Brotherus 1894. Bryum usambaricum ingår i släktet bryummossor, och familjen Bryaceae. Inga underarter finns listade i Catalogue of Life.